# Tonekabon
Tonekābon (farsi تنکابن) è il capoluogo dello shahrestān di Tonekabon, circoscrizione Centrale, nella provincia del Mazandaran in Iran. Aveva, nel 2006, una popolazione di 43.128 abitanti. Si trova sulla costa del mar Caspio tra le città di Ramsar e Chalus. Tonekabon era il suo antico nome, cambiato poi in Faiz e Shahsavar, per tornare poi ad essere quello attuale dopo la rivoluzione islamica del 1979.
La città gode di un clima mite e produce arance (la qualità shahsavari), kiwi, tè e riso.